# James Feast
William James „Jim“ Feast (* 25. Juni 1938 in Birmingham) ist ein britischer Chemiker (Makromolekulare Chemie).
Feast studierte Chemie an der University of Sheffield mit dem Bachelor-Abschluss 1960 und wurde 1963 an der University of Birmingham in fluroorganischer Chemie promoviert. 1965 wurde er Lecturer und 1986 Professor an der Durham University. 2003 wurde er emeritiert. Er hatte weiter eine Forschungsprofessur und war außerdem an der TU Eindhoven.
Er war regelmäßig Gastprofessor am Max-Planck-Institut für Polymerforschung in Mainz. Außerdem war er Gastprofessor an der Universität Löwen, an der Cornell University und am Caltech (1999).
Er befasste sich vor allem mit Polymerchemie und entwickelte die Durham precursor route (Durham-Vorläufer-Weg) zur Synthese von Polyacetylen. Feast entwickelt Polymere mit neuartigen elektrischen, magnetischen und optischen Eigenschaften, neuartigen Topologien (Dendrimere, stark verzweigte Polymere), selbstorganisierte Systeme und Biomaterialien. So synthetisierte er selbst-organisierende Polyene und Oligo-Thiophen-Systeme mit verstärkter Mobilität von  Ladungsträgern, chirale selbstorganisierte Sexi-Thiophene und Blockcopolymere über Ligandenaustausch am aktiven Kettenende eines lebenden ROMP-Systems. Seiner Gruppe gelang die Kontrolle der Verzweigung von Polymerisation über Addition von AB2-Monomeren, was zu dendritischen Strukturen führte, sie zeigten die starke Abhängigkeit der mechanischen Eigenschaften von Mischungen von dendritischen und linearen Polymeren von der Größe des Dendrimers und der Effizienz von Photolumineszenz vom Cis-Trans-Verhältnis bei Polymeren aus Aryl- oder Vinylgruppen.
Er ist Fellow der Royal Society of Chemistry und der Royal Society (1996), deren Royal Medal er 2007 erhielt für Synthese insbesondere funktionaler Polymere. 2006/07 war er Präsident der Royal Society of Chemistry. 2007 wurde er CBE. 2004 wurde er Ehrendoktor (D.Sc.) der University of Warwick.  1996 erhielt er den Tilden Prize.